# 리오네그로 (칠레)
리오네그로(스페인어: Río Negro)는 칠레 로스라고스 주 오소르노 현의 코무나이다.